# دردار قوي
دردار قوي (الاسم العلمي:Ulmus vegeta) هو نوع غير مؤكد من النباتات يتبع جنس الدردار من الفصيلة الدردارية.